# Windhoek-Kleine Kuppe

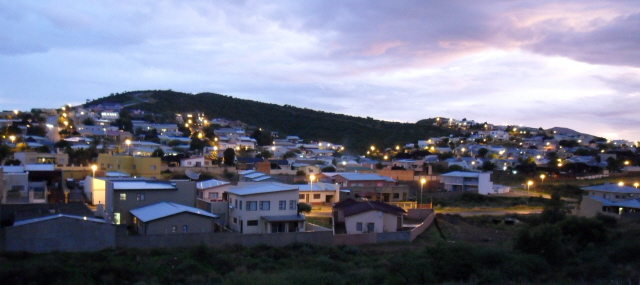
Kleine Kuppe

Kleine Kuppe ist eine Vorstadt von Windhoek, der Hauptstadt von Namibia, und liegt am südlichen Ende der Stadt. Seit seiner Gründung Ende der 1980er Jahre ist Kleine Kuppe einer der am schnellsten wachsenden Stadtteile von Windhoek und hat sich weit über die eigentliche Kleine Kuppe als Hügellandschaft hinaus ausgebreitet.
In dem Neubaugebiet dominieren kleine Einzel- und Reihenhäuser. Die Wohnbevölkerung setzt sich aus den mittleren Einkommensschichten aller namibischen Volksgruppen zusammen.
Aus gewerblicher Sicht ist der Stadtteil für ein kleines Einkaufszentrum (unter anderem Metro, Fruit & Veg Food Lover’s Market) sowie das 2014 eröffnete The Grove Mall of Namibia bekannt.

## Bildungseinrichtungen
- Windhoek Gymnasium